# Wohnhaus Zur Kleinen Reihe 14
Das Wohnhaus Zur Kleinen Reihe 14, eine Moorkate in der niedersächsischen Stadt Osterholz-Scharmbeck, Ortsteil Teufelsmoor, stammt vom Ende des 19. Jahrhunderts. Aktuell (2025) wird es als Galerie, Atelier und Veranstaltungsort von Kulturland Teufelsmoor genutzt.
Das Gebäude steht unter Denkmalschutz (siehe auch Liste der Baudenkmale in Osterholz-Scharmbeck).

## Geschichte und Beschreibung
Der Ort Teufelsmoor auf der Osterholzer Geest am Rand der Landschaft Teufelsmoor stammt aus dem 14. Jahrhundert und ist als Reihendorf durch die Landwirtschaft geprägt.
Das eingeschossige traufständige kleine Gebäude in Fachwerk mit Steinausfachungen und reetgedecktem Walmdach wurde um 1890 als Moorkate in Einzellage für die Familie Ende gebaut. Markant ist der vertikale Einschnitt im steilen Giebelwalm für ein Fenster im Obergeschoss. Die Kate ist einer der wenigen überkommenen Bauten dieser Art.
Das Landesdenkmalamt befand u. a.: „… Kate ist ein Bau, wie er im Teufelsmoor früher üblich und häufig vorhanden war …“